# Courtempierre

Courtempierre este o comună în departamentul Loiret din centrul Franței. În 1 ianuarie 2022 avea o populație de 214 de locuitori.